# ملعب العربي بن مبارك
ملعب العربي بن مبارك  الشهير قديما باسم ملعب فيليب  تم تغيير الاسم قبل خمس سنوات تيمنا بلاعب كرة القدم المغربي العربي بن مبارك ، هو أحد أعرق المعالم الرياضية المتعددة الاختصاصات في مدينة الدار البيضاء بالمغرب، بمقدرة إستيعابية تصل إلى 20,000 متفرج بعد تحديثه.
كان الملعب يستضيف مباريات بطولات الوداد البيضاوي حتى ٱفتتاح ملعب محمد الخامس. ليصبح حاليا مدرسة لفريق الوداد بمقاطعة سيدي بليوط الدار البيضاء.

## التاريخ
بني الملعب سنة 1920 وعليه فهو يعد من أوائل الملاعب المغربية، التي شهدت تنافس العديد من الأندية الأسطورية أمثال نادي الاتحاد المغربي، نادي الأولمبيك المغربي وغيرهم فضلا عن العديد من اللاعبين الموهوبين المغاربة أمثال العربي بن مبارك، جاست فونتين، عبد الرحمن محجوب ، العربي الزاولي.
لكن في منتصف سنة 1980 تم التخلي عن الملعب إلى غاية عام 2006 حيث تم منحه كامتياز لنادي الوداد الرياضي، ليفتتح كمدرسة لكرة القدم للأطفال بلدة مقاطعة سيدي بليوط.

## روابط خارجية
- ملعب العربي بن مبارك
- ملعب العربي بن مبارك بؤرة صراع بين المكتب المديري للكوكب و فرع كرة القدم
- ملعب الدار البيضاء الكبير سيحمل اسم العربي بنمبارك؟